# 西林宏祐
西林 宏祐（にしばやし こうすけ、1990年8月31日 - ）は、日本のラグビー選手。

## プロフィール
- 大阪府大阪市出身。
- ポジションはナンバーエイト(No8)。
- 身長 180cm、体重 106kg
- ニックネームはばやし、にしば。
- ラグビー界のヒーローはマア・ノヌー（現・RCトゥーロン）。

## 来歴
13歳からラグビーを始めた。
2009年、同志社高校卒業後、同志社大学に入学する。
2012年、同志社大学ラグビー部の主将に就任した。
2014年、同志社大学卒業後、神戸製鋼コベルコスティーラーズに加入。
2015年12月19日に行われたジャパンラグビートップリーグ第6節のヤマハ発動機ジュビロ戦に途中出場で公式戦初出場を果たす。
2020年、神戸製鋼コベルコスティーラーズを退団した。